# Glycin
Glycin hay glycin (kí hiệu là Gly hoặc G) là amino acid có một nguyên tử hydro. Nó là amino acid đơn giản nhất. Công thức hoá học của glycin là NH2-CH2-COOH hoặc C2H5NO2 với khối lượng phân tử là 75,067 g/mol. Glycin là một trong những amino acid proteinogenogen. Đơn vị mã của nó là GGU, GGC, GGA, GGG.
Glycin là chất rắn kết tinh không màu, có vị ngọt, không phân cực, không quang. Nó lần đầu tiên được phân lập từ gelatin vào năm 1820. Tên này đến từ Hy Lạp cổ đại γλυκύς "vị ngọt" (cũng liên quan đến tiền tố glyco và gluco, như trong glycoprotein và glucose). Nó chủ yếu được tìm thấy trong gelatin, sợi tơ tằm và được sử dụng như một chất dinh dưỡng. Nó cũng là một chất dẫn truyền thần kinh ức chế nhanh. Glycin còn là một thành phần quan trọng và tiền thân của nhiều phân tử và đại phân tử trong tế bào.
Glycin đã được Henri Braconnot phát hiện năm 1820, người đã đun sôi một vật thể ướp với axit sulfuric. Nó được sản xuất trong công nghiệp bằng cách cho axit chloroacetic tác dụng với amonia:
ClCH2COOH + 2 NH3 → H2NCH2COOH + NH4Cl
Khoảng 15 triệu kg được sản xuất hàng năm theo cách này. Ở Hoa Kỳ và Nhật Bản, glycin được sản xuất thông qua quá trình tổng hợp amino acid Strecker.
Có hai nhà máy sản xuất glycin ở Hoa Kỳ: Chattem Chemicals, Inc., một công ty con của Sun Pharmaceutical ở Mumbai, và GEO Specialty Chemicals, Inc. mua các cơ sở sản xuất glycin và naphthalene sulfonate của Hampshire Chemical Corp., một công ty con của Dow Chemical.